# Боргарнес
Боргарнес (исл. Borgarnes, в пер. «Скальный полуостров») — город в Исландии, наиболее крупный населённый пункт сислы Мира.

## География
Город Боргарнес расположен на западном побережье Исландии, на берегу фьорда Боргарфьордур, в общине Боргарбиггд региона Вестюрланд, приблизительно в 30 километрах севернее столицы страны Рейкьявика. Боргарнес является административным центром Вестюрланда. Из Рейкьявика город можно достичь, двигаясь по окружной дороге (№ 1), преодолев мост, переброшенный через фьорд (2-й по величине в Исландии, длиной в 520 метров). Численность населения Боргарнеса составляет 1930 человек (на 1 января 2007 года).

## История
11 июня 1994 года город Боргарнес объединился с 3 сельскими общинами — Нордурардалур, Стафхольстунгур и Храун, и образовал новую общину Боргарбиггд.
В Боргарнесе, согласно исландским преданиям, в IX или в X веке родился скальд и герой Эгиль Скаллагримссон, жизнь которого описана в средневековой саге «Сага об Эгиле». В память о нём в городе стоит памятник работы скульптора Асмундура Свейнссона.